# Daueraufenthaltskarte (Deutschland)

Muster einer Daueraufenthaltskarte in der ab 1. September 2021 gültigen Fassung

Mit der Daueraufenthaltskarte weist der freizügigkeitsberechtigte Familienangehörige eines Bürgers des Europäischen Wirtschaftsraums (EWR), der selbst nicht die Staatsangehörigkeit eines EWR-Staates besitzt, also sogenannter Drittstaatsangehöriger ist, sein Daueraufenthaltsrecht in Deutschland nach.

## Rechtsgrundlage
Rechtsgrundlage für die Daueraufenthaltskarte ist § 5 Abs. 5 Satz 2 Freizügigkeitsgesetz/EU, für Staatsangehörige der EWR-Staaten, die nicht zugleich EU-Mitglieder sind (also Island, Liechtenstein und Norwegen) zusätzlich i. V. mit § 12 FreizügG/EU. Diese Regelungen sind die nationale Umsetzung der Art. 16 bis 20 der Unionsbürgerrichtlinie. Zu den europarechtlichen Grundlagen → Daueraufenthaltskarte.

## Rechtscharakter
Die Daueraufenthaltskarte ist kein Aufenthaltstitel nach dem Aufenthaltsgesetz, sondern gründet sich auf das Freizügigkeitsgesetz/EU. Die Daueraufenthaltskarte ist deklaratorischer Natur, da das Aufenthaltsrecht durch das Unionsrecht bzw. durch das EWR-Abkommen begründet wird. Nach dem bis 28. Januar 2013 geltenden Recht war die Daueraufenthaltskarte ein Verwaltungsakt. Da der Gesetzgeber angeordnet hat, dass die Daueraufenthaltskarte bei Verlust der Daueraufenthaltsrechts nicht mehr widerrufen, sondern nur noch eingezogen wird (§ 5 Abs. 6 i. V. mit § 5 Abs. 4 Satz 1 FreizügG/EU in der seit 29. Januar 2013 geltenden Fassung) könnte im Terminologiewechsel zugleich eine Änderung des Rechtscharakters zu erblicken sein (kein Verwaltungsakt mehr, sondern nur noch Ausweis).

## Voraussetzungen
Familienangehörige von EWR-Bürgern, die nicht EWR-Bürger sind, haben ein Daueraufenthaltsrecht, wenn sie sich seit fünf Jahren mit dem EWR-Bürger ständig rechtmäßig in Deutschland aufgehalten haben (§ 4a Abs. 1 Satz 2 FreizügG/EU).
Unter bestimmten Voraussetzungen entsteht das Daueraufenthaltsrecht schon früher (§ 4 a Abs. 3 FreizügG/EU): Familienangehörige eines verstorbenen EWR-Bürgers, der Arbeitnehmer oder Selbstständiger war, und die im Zeitpunkt seines Todes bei ihm ihren ständigen Aufenthalt hatten, haben das Daueraufenthaltsrecht, wenn
- der EWR-Bürger sich im Zeitpunkt seines Todes seit mindestens zwei Jahren im Bundesgebiet ständig aufgehalten hat,
- der EWR-Bürger infolge eines Arbeitsunfalls oder einer Berufskrankheit gestorben ist oder
- der überlebende Ehegatte oder Lebenspartner des EWR-Bürgers Deutscher nach Artikel 116 des Grundgesetzes ist oder diese Rechtsstellung durch Eheschließung mit dem EWR-Bürger vor dem 31. März 1953 verloren hat; diese Regelung hat nur Bedeutung für die Kinder der EWR-Bürgers oder des Ehepartners, die selbst keine EWR-Bürger sind.

Hat der EWR-Bürger das Daueraufenthaltsrecht vor Ablauf von fünf Jahren erworben (z. B. nach § 4 a Abs. 2 FreizügG/EU), erwirbt es auch der Familienangehörige früher (§ 4 a Abs. 4 FreizügG/EU).
Familienangehörige von EWR-Bürgern, die sich in den ersten fünf Jahren ihres Aufenthaltes in Deutschland vom EWR-Bürger getrennt haben (Scheidung) oder deren Ehe durch den Tod des EWR-Bürgers aufgelöst wurde, erhalten das Daueraufenthaltsrecht, wenn sie sich fünf Jahre ständig rechtmäßig in Deutschland aufhalten (§ 4 a Abs. 5 FreizügG/EU).
Freizügigkeitsberechtigten EWR-Bürgern wird keine Daueraufenthaltskarte ausgestellt; sie erhalten eine Bescheinigung des Daueraufenthaltsrechts.
Staatsangehörige der Schweiz erhalten ebenfalls keine Daueraufenthaltskarte. Bei ihnen verbleibt es aufgrund des Freizügigkeitsabkommens EG-Schweiz vom 21. Juni 1999 bei einer Aufenthaltserlaubnis mit dem besonderen Eintrag Aufenthaltserlaubnis-CH.

## Verfahren

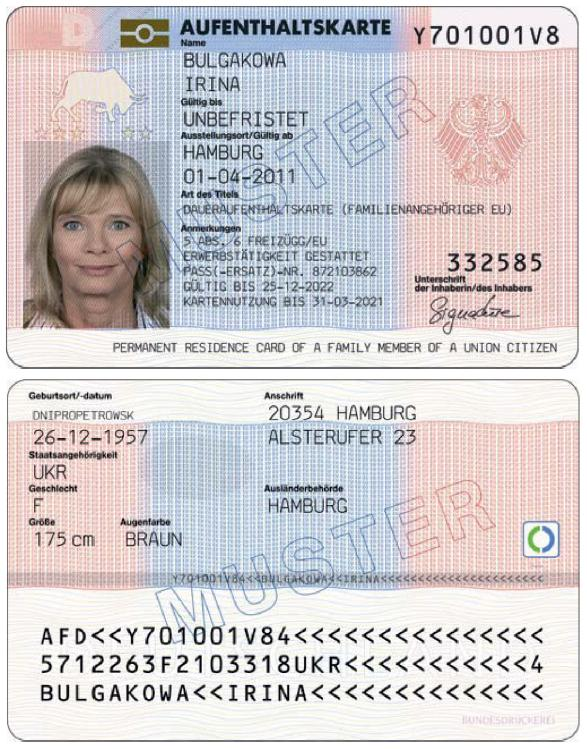
Muster einer Daueraufenthaltskarte (Vorder- und Rückseite) in dem ab 1. September 2011 ausgegebenen Scheckkartenformat

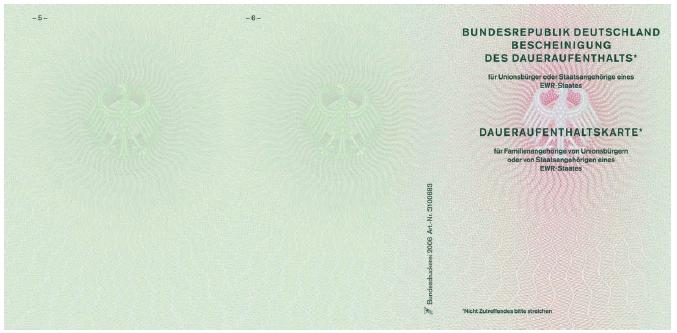
Daueraufenthaltskarte (Vorderseite) in der bis 31. August 2011 üblichen Papierform

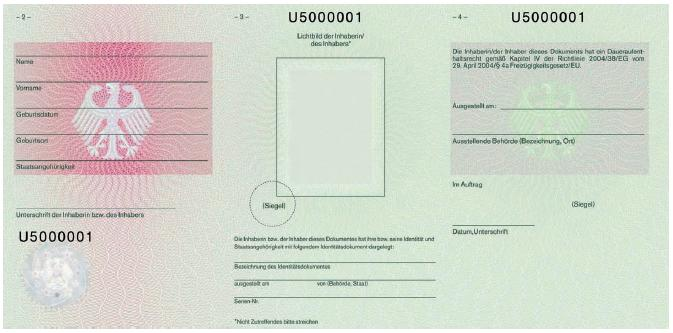
Daueraufenthaltskarte (Rückseite) in der bis 31. August 2011 üblichen Papierform

Die Daueraufenthaltskarte ist innerhalb von sechs Monaten nach Antragstellung auszustellen (§ 5 Abs. 5 Satz 2 FreizügG/EU).

## Verlust des Daueraufenthaltsrechts
Der ständige Aufenthalt wird nicht berührt (das heißt: Abwesenheitszeiten werden Anwesenheitszeiten gleichgestellt) durch
- Abwesenheiten bis zu insgesamt sechs Monaten im Jahr oder
- Abwesenheit zur Ableistung des Wehrdienstes oder eines Ersatzdienstes sowie
- eine einmalige Abwesenheit von bis zu zwölf aufeinander folgenden Monaten aus wichtigem Grund, insbesondere auf Grund einer Schwangerschaft und Entbindung, schweren Krankheit, eines Studiums, einer Berufsausbildung oder einer beruflichen Entsendung (§ 4 a Abs. 5 FreizügG/EU).

Eine Abwesenheit aus einem seiner Natur nach nicht nur vorübergehenden Grund von mehr als zwei aufeinander folgenden Jahren führt zum Verlust des Daueraufenthaltsrechts (§ 4 a Abs. 7 FreizügG/EU).
Im Übrigen geht das Daueraufenthaltsrecht nicht verloren, wenn der EWR-Bürger oder der Familienangehörige, der nicht mehr mit dem EWR-Bürger zusammenlebt, die Arbeitnehmer- oder Selbstständigeneigenschaft verliert. Ein entstandenes Daueraufenthaltsrecht kann – abgesehen von Täuschungs- und Betrugsfällen i. S. von § 2 Abs. 7 FreizügG/EU – nur noch aus Gründen der öffentlichen Ordnung, Sicherheit oder Gesundheit aberkannt werden (§ 6 Abs. 1 FreizügG/EU). Das sogenannte Verlustfeststellungsverfahren geht in seinen Wirkungen sehr viel weiter als eine Feststellung des Verlustes der Freizügigkeit wegen fehlender Arbeitnehmer- oder Selbstständigeneigenschaft: Der Betroffene wird ausreisepflichtig und darf ins Bundesgebiet nicht wieder einreisen. Eine Wiedereinreise und ein Aufenthalt im Bundesgebiet sind strafbar (§ 9 FreizügG/EU i. V. mit § 7 Abs. 2 FreizügG/EU). Die Verlustfeststellung entspricht in ihren Wirkungen daher der Ausweisung nach dem Aufenthaltsgesetz. Um wieder nach Deutschland einreisen zu können, muss das Einreiseverbot befristet werden.
Die Verlustfeststellung aus Gründen der öffentlichen Gesundheit kann nur erfolgen, wenn die Krankheit innerhalb der ersten drei Monate nach Einreise auftritt (§ 6 Abs. 1 Satz 3 FreizügG/EU). Die Tatsache einer strafrechtlichen Verurteilung genügt für die Verlustfeststellung allein nicht. Es muss eine tatsächliche und hinreichend schwere Gefährdung vorliegen, die ein Grundinteresse der Gesellschaft berührt (§ 6 Abs. 2 FreizügG/EU). Diese Formulierung entspricht dem sehr hohen Ausweisungsschutz, der für EWR-Bürger gilt.
Bei der Entscheidung sind insbesondere die Dauer des Aufenthalts des Betroffenen in Deutschland, sein Alter, sein Gesundheitszustand, seine familiäre und wirtschaftliche Lage, seine soziale und kulturelle Integration in Deutschland und das Ausmaß seiner Bindungen zum Herkunftsstaat zu berücksichtigen (§ 6 Abs. 3 FreizügG/EU).
Das Ungültigwerden des Nationalpasses, des Personalausweises oder des sonstigen Passersatzes kann die Aufenthaltsbeendigung nicht rechtfertigen (§ 6 Abs. 7 FreizügG/EU). Die Anforderungen sind somit sehr hoch und werden in der Praxis nur selten erfüllt.

## Erlaubnis zum Daueraufenthalt-EU
Die Daueraufenthaltskarte ist nicht zu verwechseln mit der Erlaubnis zum Daueraufenthalt-EU. Bei dieser Erlaubnis handelt es sich um einen regulären Aufenthaltstitel des Aufenthaltsgesetzes, der Staatsangehörigen aus Nicht-EWR-Staaten erteilt wird, die keine europarechtliche Freizügigkeit genießen.
Voraussetzung für diese Genehmigung ist unter anderem ein mindestens fünfjähriger rechtmäßiger Aufenthalt im Bundesgebiet. Mit der Erlaubnis zum Daueraufenthalt-EU ist ein Aufenthaltsrecht im Bundesgebiet, aber auch in den anderen Mitgliedstaaten der Europäischen Union – außer Dänemark und Irland – verbunden.
Diese Erlaubnis beruht auf der Daueraufenthaltsrichtlinie 2003/109/EG, die in Deutschland durch die §§ 9a, § 9b und § 9c AufenthG umgesetzt worden ist.
Wer ein Daueraufenthaltsrecht eines anderen Mitgliedstaates der Europäischen Union nach der genannten Richtlinie besitzt, erhält auf Antrag auch eine deutsche Aufenthaltserlaubnis (§ 38a AufenthG).

## Erteilungsform, Kosten
Seit 1. September 2011 wird die Daueraufenthaltskarte als elektronischer Aufenthaltstitel im Scheckkartenformat ausgegeben. Für die Ausstellung einer Daueraufenthaltskarte wird analog zur Gebühr zur Erstellung eines Personalausweises eine Gebühr in Höhe von 37,00 Euro (Stand 2023) bei Personen unter 24 Jahren von 22,80 Euro erhoben (§ 47 Abs. 3 AufenthV).